# Utopia (Texas)
Utopia é uma Região censo-designada localizada no estado norte-americano do Texas, no Condado de Uvalde.

## Demografia
Segundo o censo norte-americano de 2000, a sua população era de 241 habitantes.

## Geografia
De acordo com o United States Census Bureau tem uma área de 7,6 km², dos quais 7,6 km² cobertos por terra e 0,0 km² cobertos por água. Utopia localiza-se a aproximadamente 409 m acima do nível do mar.

## Localidades na vizinhança
O diagrama seguinte representa as localidades num raio de 48 km ao redor de Utopia.